# Nyitranagyfalu
Nyitranagyfalu (szlovákul Veľká Ves, németül Grossdorf), Berencs településrésze, korábban önálló falu Szlovákiában, a Nyitrai kerületben, a Nyitrai járásban.

## Fekvése
Nyitrától 16 km-re délkeletre fekszik.

## Története
Nagyfalu, Berencs mellett, a Nyitra jobb partján, 467 magyar ajku, r. kath. vallásu lakossal. Posta-, táviró- és vasúti állomása Nyitra-Ivánka. 1866-ban és 68-ban a község súlyos megpróbáltatásokon ment át. 1866-ban határát erős fagyok tették tönkre, 1868-ban pedig a község nagyobb része a lángok martaléka lett. Földesura 1271-ben a nyitrai püspökség volt. Később guthi Ország nádor útján, adományképen, a nyitrai székeskáptalan birtokába került.
A trianoni békeszerződésig Nyitra vármegye Nyitrai járásához tartozott.

## Népessége
1910-ben 567 lakosából 527 magyar, 28 szlovák és 12 német volt.
2001-ben Berencs 2015 lakosából 1382 szlovák és 619 magyar volt.